# Lippendorf (Neukieritzsch)
Lippendorf ist ein Ortsteil der Gemeinde Neukieritzsch in Sachsen.

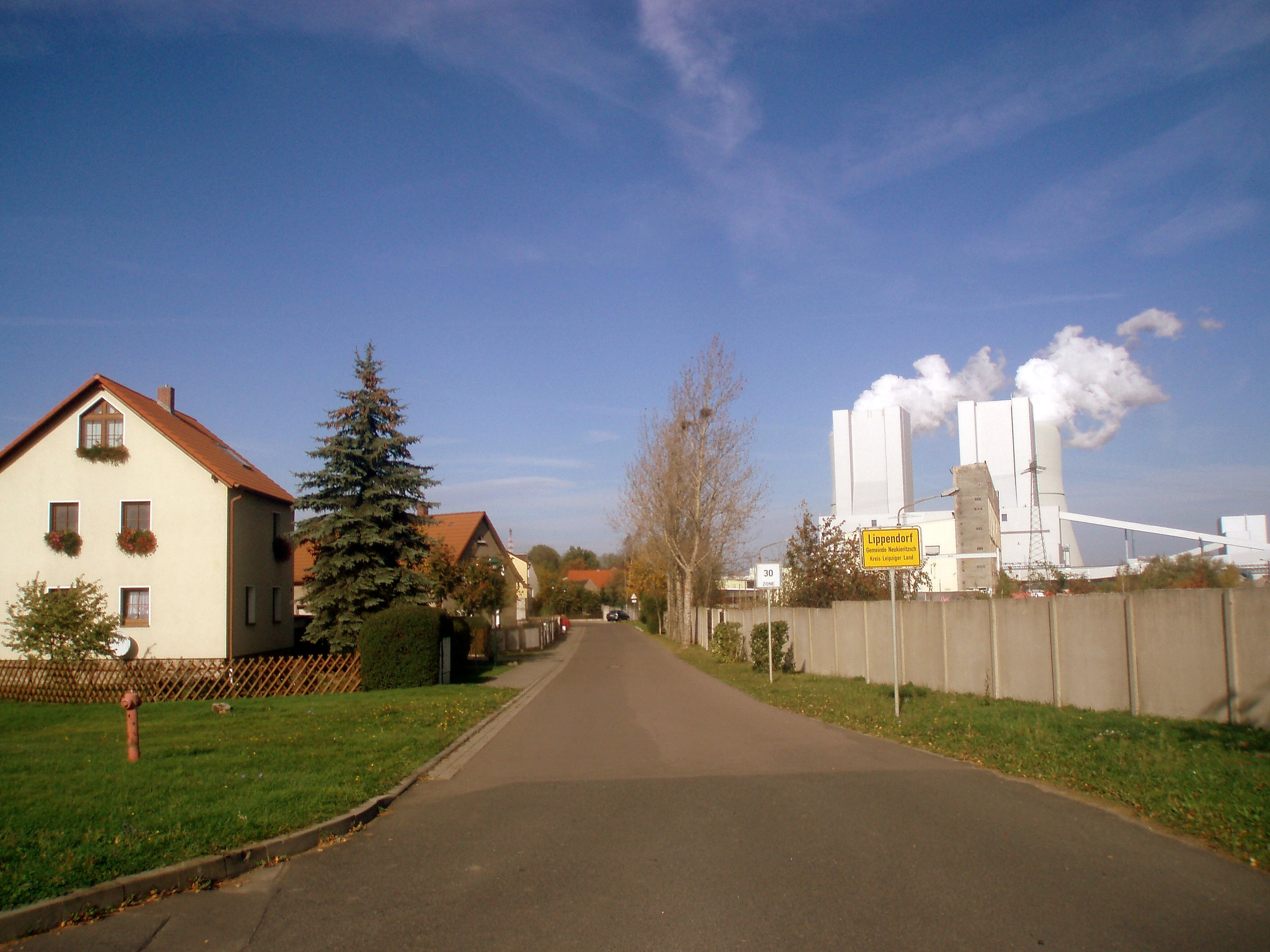
Ortseingang Lippendorf mit Braunkohlekraftwerk

Der heutige Ort Lippendorf war ehemals das Dorf Medewitzsch. 1934 wurden Lippendorf und Spahnsdorf nach Medewitzsch eingemeindet, das seinen slawischen Namen verlor und den Namen Lippendorf übernahm.

## Geografische Lage
Lippendorf liegt in der Leipziger Tieflandsbucht ca. 20 Kilometer südlich von Leipzig. Im Westen befindet sich der zum Mitteldeutschen Braunkohlerevier gehörige Tagebau Vereinigtes Schleenhain (Abbaufeld Peres) und im Osten die Pleiße.
Die heutige Ortslage von Lippendorf ⊙ bezeichnet den Ortsteil Medewitzsch am Südwestrand des Kraftwerks Lippendorf. Die Ortslagen von Lippendorf (alter Ort) ⊙ und Spahnsdorf ⊙ befanden sich nordöstlich von Medewitzsch. Heute befindet sich dort das Altkraftwerk Lippendorf.

## Geschichte

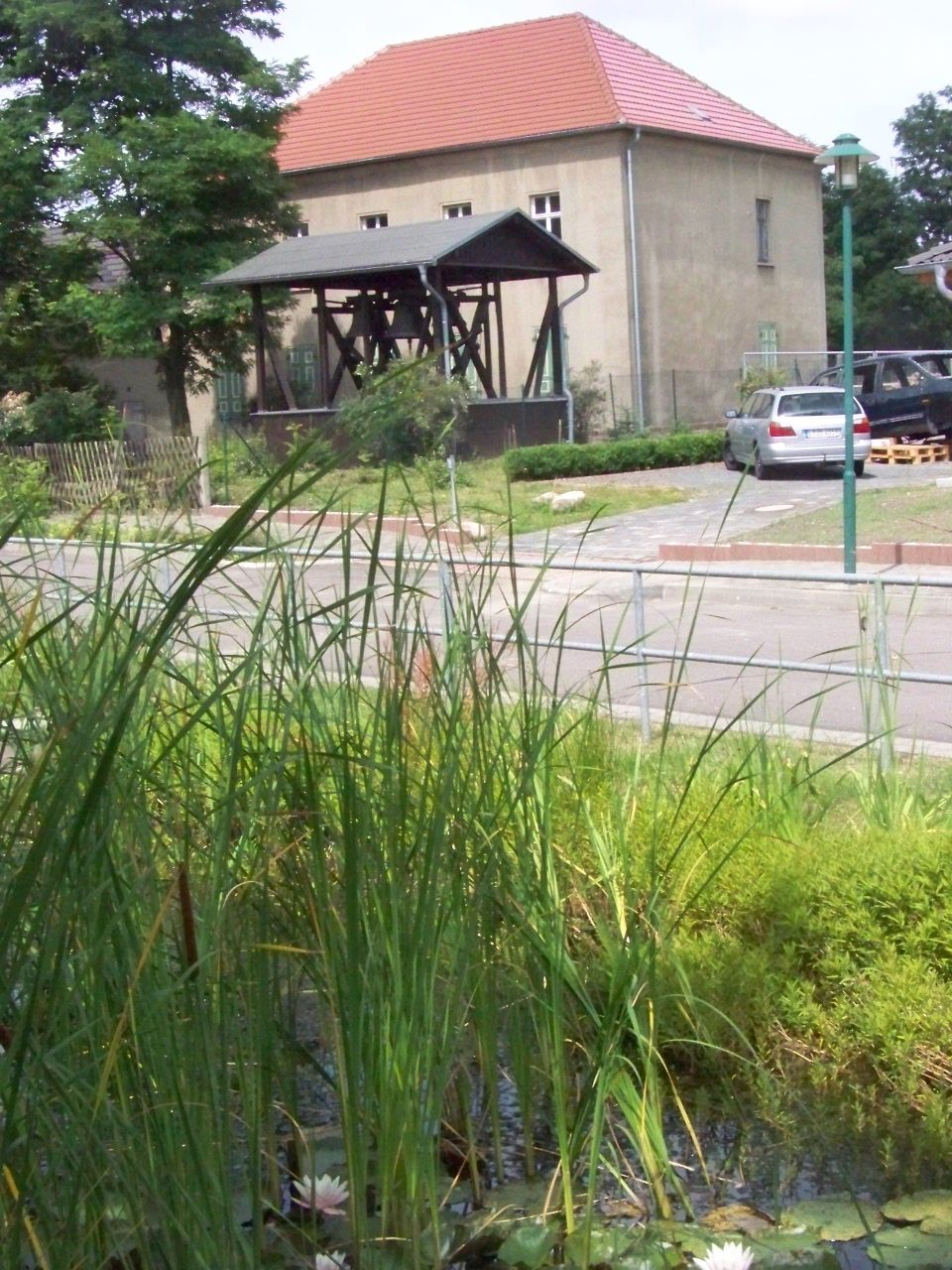
Glockenstuhl, geborgen aus der kriegszerstörten Kirche

Die Erstnennung von Lippendorf erfolgte 1378, von Spahnsdorf 1443 und von Medewitzsch 1279. Die drei dicht beieinander liegenden Orte lagen bis 1856 im kursächsischen bzw. königlich-sächsischen Amt Pegau. Ab 1856 gehörten die drei Orte zum Gerichtsamt Pegau und ab 1875 zur Amtshauptmannschaft Borna.
Anfang der 1920er Jahre entstand im Zusammenhang mit dem Aufschluss des Braunkohletagebaus Böhlen nordwestlich des Ortes das Werk Böhlen der Aktiengesellschaft Sächsische Werke. Dabei wurde auch 1925 ein erstes Kraftwerk gebaut. Bei Angriffen auf das Werk Böhlen wurden 1944/45 Teile des Ortes Lippendorf durch Bomben zerstört. Am 1. April 1934 wurden Lippendorf und Spahnsdorf nach Medewitzsch eingemeindet. Die neue Gemeinde erhielt den Namen „Lippendorf“. Diese kam 1952 zum Kreis Borna im Bezirk Leipzig. Mitte der 1960er Jahre mussten Spahnsdorf und Teile Lippendorfs dem zweiten Kraftwerksbau weichen. Seitdem besteht Lippendorf nur noch aus der Ortslage Medewitzsch. 
Am 1. Januar 1973 erfolgte die Zusammenführung der Gemeinden Lippendorf und Kieritzsch zu Lippendorf-Kieritzsch. Seit dem 1. Januar 1996 gehört Lippendorf-Kieritzsch zur Gemeinde Neukieritzsch. Ende 1999 wurde neben dem Altkraftwerk ein neues Kraftwerk eingeweiht, das Altwerk wurde stillgelegt.

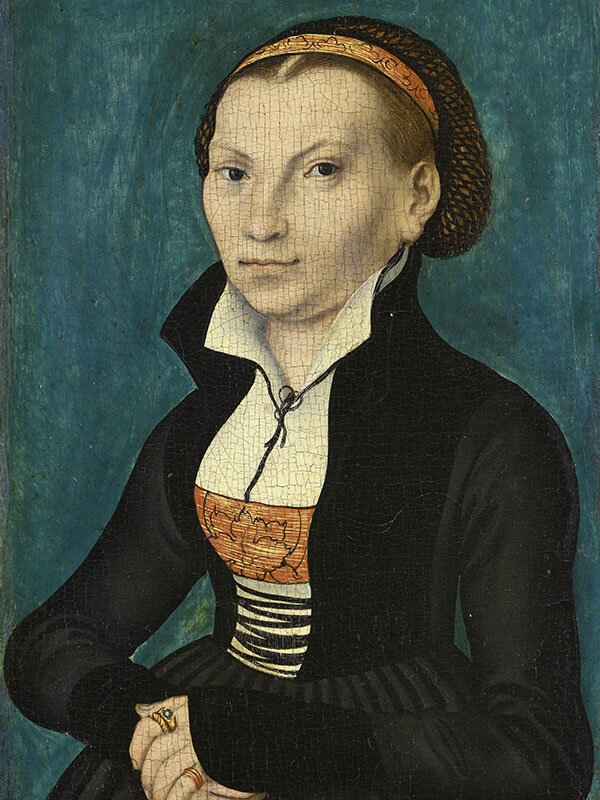
Katharina von Bora (Gemälde von Lucas Cranach dem Älteren, 1526)

## Sehenswürdigkeiten
- Informationszentrum im Kraftwerk
- Katharina-Luther-Kapelle mit Gedenktafel
- Weitere Luthergedenkstätten im Hauptort Neukieritzsch und dem Ortsteil Kieritzsch

## Persönlichkeiten
- Katharina von Bora, geboren am 29. Januar 1499 in Lippendorf

## Verkehr
Durch Lippendorf verläuft die Staatsstraße 71. Östlich von Lippendorf-Kieritzsch verläuft die Bahnstrecke Leipzig–Hof, an der der Ort Lippendorf keinen direkten Halt hat. Im Osten des Industriegebiets Böhlen-Lippendorf liegt der Haltepunkt „Böhlen Werke“, der von der S-Bahn Mitteldeutschland bedient wird.